# Сахифа Саджадия
Сахифа Саджадия (араб. ٱلسَّجَّادِيَّة ٱلصَّحِيفَة‎, «свиток Саджада») — книга молитв, приписываемая Али ибн Хусейну Зейн аль-Абидину, правнуку исламского пророка Мухаммеда, четвёртому имаму шиитов-двунадесятников и третьему имаму шиитов-исмаилитов. Её также именуют «Псалмами ислама», поскольку роль её в мусульманском мире практически идентична роли Псалмов царя Давида, с точки зрения как содержания, так и стилистики. В книге также часто упоминаются исламские обычаи, подчёркивается необходимость соблюдения руководящих принципов Корана и хадисов, а также важность социальной справедливости.

## Достоверность
«Сахифа Саджадия», приписываемая имаму Саджаду, часто считается подлинной специалистами в области хадисоведения, которые утверждают, что текст является мутаватиром, то есть она передавалась по многочисленным цепочкам передачи, в то время как её подлинность никогда не подвергалась сомнению. Согласно шиитской традиции, имам Саджад собрал свои молитвы и передал их своей семье, особенно своим сыновьям Мухаммаду аль-Бакиру и Зейду. Эти молитвы со временем получили широкое распространение среди всех мусульман-шиитов.
Один из известных суннитских богословов (автор книги «аль-Джавахир»), получив один экземпляр «Сахифы-Саджадия», из города Кума, пишет: «Я с почтением взял эту книгу в руки. Прочитав её, я пришёл к выводу, что она уникальна в своём роде, ибо содержит в себе науки, просвещение и мудрые речи, которые нельзя обнаружить в других книгах. Поистине, мы лишили себя этого ценного произведения наследия Пророка и его семейства. Чем больше я вчитываюсь, вникая в глубокий смысл её содержания, я нахожу, что она на ступень выше человеческого пера и ниже божественного слова. Да, эта книга достойна восхваления! Да вознаградит Вас Аллах за Ваш бесценный подарок и да поможет Вам!».

## Содержание
По словам Л. Медоффа, «Сахифа» демонстрирует простую и непосредственную духовность, которая контрастирует со сложной и эзотерической имамологией, которая обычно считается отличительной чертой шиитского благочестия. Стиль и содержание книги напоминают Коран, и в каждом ду'а есть прямые или косвенные ссылки на священные писания ислама. Постоянное памятование об Аллахе (зикруллах) и благодарность за его благословения, смиренное обращение к Аллаху за любыми мирскими и духовными нуждами, перечисление добродетелей пророков и ангелов, а также молитвы за верующих и близких родственников являются основными темами «Сахифы».
В книге содержится около 54 молитв:
1. Хвала Господу
2. Благословение Мухаммеду и его семье
3. Благословение носителям небес и другим ангелах
4. Благословение тем, кто свидетельствует о посланниках
5. Молитва за себя и за людей, находящихся под опекой его светлости
6. Молитва утром и вечером
7. Молитва в трудных задачах
8. Молитва в поисках прибежища
9. Молитва в тоске
10. Молитва в поисках убежища у Аллаха
11. Молитва о благом исходе дел
12. Молитва на исповеди
13. Молитва в поисках нужд [у Аллаха]
14. Молитва при совершении правонарушений
15. Молитва при болезни
16. Молитва с просьбой о прощении грехов [у Аллаха]
17. Молитва против сатаны
18. Молитва в опасности
19. Молитва о воде [во время засухи]
20. Молитва о благородных нравственных качествах
21. Молитва, когда что-то заставляло печалиться
22. Молитва в трудных обстоятельствах
23. Молитва о благополучии
24. Молитва о родителях его светлости
25. Молитва о детях его светлости
26. Молитва за своих соседей и друзей
27. Молитва о стражах границ
28. Молитва и стенания [к Аллаху]
29. Молитва в дни, когда было трудно добывать пропитание
30. Молитва о помощи в погашении долгов
31. Молитва в покаянии
32. Молитва после необязательного вечернего намаза
33. Молитва о самом лучшем
34. Молитва, когда страдаешь
35. Молитва в знак удовлетворённости своей судьбой
36. Мольба при звуке грома
37. Молитва в выражении благодарности
38. Молитва о прощении
39. Молитва о помиловании
40. Молитва, когда упоминалась смерть
41. Молитва о покрове и защите
42. Молитва по завершении чтения Корана
43. Молитва, когда видел новый месяц
44. Молитва о наступлении месяца Рамадан
45. Молитва при прощании с месяцем Рамадан
46. Молитва в день праздника Разговения и по пятницам
47. Молитва в день Арафат
48. Молитва в день жертвоприношения и пятницу
49. Молитва об отражении коварства врагов
50. Молитва о страхе перед Аллахом
51. Молитва о смиренности перед Аллахом
52. Молитва при обращении к Аллаху с настоятельной просьбой
53. Молитва о смиренном подчинении Аллаху
54. Молитва об избавлении от забот

Страницы «Сахифа Саджадия»
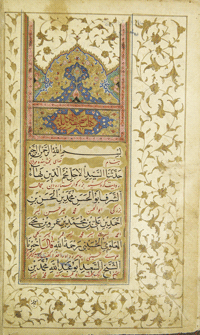
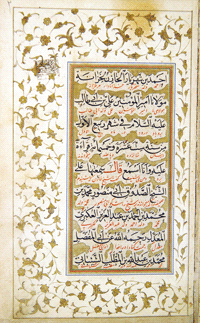

## Переводы
«Сахифа» была впервые переведена на персидский язык в эпоху Сефевидов. За последние пятьдесят лет она также была переведена на ряд европейских и азиатских языков.